# Ураково (Глазовський район)
Ура́ково (рос. Ураково) — присілок в Глазовському районі Удмуртії, Росія.

## Населення
Населення — 142 особи (2010; 163 в 2002).
Національний склад станом на 2002 рік:
- удмурти — 88 %

## Урбаноніми[3]
- вулиці — Гвардійська, Польова, Радянська